# Јозеф Матаух
Јозеф Матаух (21. новембар 1895 — 10. август 1976) је био нуклеарни физичар и хемичар. Био је познат по развоју Матаух-Херцог двоструког-фокусирајућег масеног спектрометра, по свом раду на истраживању изотопских изобиља помоћу масене спектрометрије, и одређивању атомске тежине. Већи део своје каријере провео је на Институту за хемију Кајзер Вилхелм (касније Институт Макс Планк).
Развио је Матаухово правило изобаре („Isobarenregel“) 1934. године. Он је тачно предвидео да последњи елемент ретких земљаних елемената, елемент 61 (касније назван прометијум), неће имати стабилне изотопе.

## Младост
Јозеф Хајнрих Елизабет Матаух је рођен 21. новембра 1895 у Острави, у Моравској.
Матаух се школовао на Универзитету у Бечу, где је радио са Феликсом Еренхафтом. Еренхафт је веровао да је открио "под-електрон", мањи од било чега што је измерио Роберт Ендруз Миликен. Матаухови резултати су се, међутим, слагали са Миликеновим, а не са Еренхафтовим. Матаух је докторирао у Бечу 1920.
Уз помоћ другог професора, Матаух је провео 1927–1928 у Рокфелер фондацији на Калифорнијском технолошком институту. Тамо је радио са Вилијамом Смајтом на развоју раних масених спектрометара.

## Каријера
Матаух се вратио у Беч 1928. као неплаћени предавач. Тамо је радио са студентом Рихардом Ф.К. Херцогом на развоју Матаух-Херцог масеног спектрометра са двоструким фокусом. Први спектрометар новог типа, појавио се 1934. године. Његов рад је значајно побољшао оштрину и осетљивост масених спектроскопа. Механизам двоструког фокусирања омогућио је раздвајање и мерење изотопа који се не могу изоловати хемијским средствима, и као такав је био велики допринос нуклеарној физици. Матаух је постао ванредни професор на Универзитету у Бечу 1937.
Године 1938. Лиза Мајтнер је побегла из Немачке након што је нацистичка окупација Аустрије променила њено држављанство са аустријског у немачко, чиме је постала предмет антисемитских Нирнбершких закона из 1935. Ото Хан је позвао Матауха да се придружи Институту. Године 1939. Матаух је наследио Лизу Мајтнер на месту шефа одељења за масовну спектроскопију у оквиру одељења за физику на Институту за хемију Кајзер Вилхелм. Инсталиран је нови масени спектрограф Матаух-Херцог. Дана 31. јула 1941. Матаух је наследио Лизу Мајтнер на месту шефа одељења за физику.
Јозеф Матаух је 1940. именован за ванредног професора нуклеарне хемије на Универзитету у Берлину.
Хан и Матаух су тражили средства за велику експанзију фундаменталних истраживања у атомској физици. Године 1942. одобрен је пројекат Минерва, који је укључивао изградњу нове зграде и додавање каскадног генератора и акцелератора честица. Дана 1. новембра 1943. Матаух је напредовао на место заменика директора Института. ‍:283
15. фебруара 1944. и поново 24. марта 1944. године, током бомбардовања Берлина у Другом светском рату, Институт је претрпео велика оштећења. Оштећења су укључивала директорову кућу, једно крило Института, Матаухов нови масени спектрограф и вредне истраживачке радове. ‍:283Институт је привремено премештен у Гојфелден у округу Виртемберг, у фабрици текстила компаније Лудвиг Хасис.
Дана 1. априла 1946. године, у Гетингену у британској окупационој зони, Ото Хан је постао председник Друштва Кајзер Вилхелм (Kaiser-Wilhelm-Gesellschaft). Од 1. октобра 1946. Хан је дао оставку на место директора Института за хемију Кајзер Вилхелм, остављајући Матауху да управља Институтом. Матаух је званично постао директор 31. јула 1947. Међутим, Матаух је боловао од туберкулозе и провео је много времена тражећи лечење, путујући и радећи у иностранству. Године 1948. Матаух је био гостујући професор на Универзитету у Берну, у Швајцарској. У његовом одсуству, Фриц Штрасман је постао в.д. директора. Матаух и Фриц Штрасман су активно подржали предложено именовање Лизе Мајтнер за шефа одсека за физику Универзитета у Мајнцу. Хан и Штрасман су тражили да се Мајтнерова врати као директор, али је она одбила њихову понуду.
Од 1949. године, Друштво Кајзер Вилхелм је преименовано у Друштво Макс Планк. Такође 1949. године, преименовани Институт за хемију Макс Планк преселио се из Гојфелдена у Мајнц у Немачкој. У то време се састојао од два одељења: за масену спектрометрију и нуклеарну физику је био Матаухов одсек, док је за нуклеарну хемију био  Штрасманов одсек. С обзиром на Матаухово стално одсуство, Штрасман је формално заменио Матауха на месту директора, поставши други директор Института за хемију Макс Планк 28. априла 1950. године. Међутим, до реструктурирања Института од стране Сената Института дошло је 1952. године, мењајући његов истраживачки фокус. Штрасман је дао оставку 31. марта 1953. и преселио се на Универзитет у Мајнцу. Матаух је поново постао директор Института за хемију Макс Планк. Институт је званично отворио нове објекте у Мајнцу 1956.
Године 1957, Матаух је био један од групе од осамнаест водећих нуклеарних истраживача Савезне Републике Немачке који су написали манифест  противећи се канцелару Конраду Аденауеру и министру одбране Францу Јозефу Штраусу, у тежњи да наоружа војску Западне Немачке тактичким нуклеарним оружјем.
Матаух се пензионисао 1965. Кристијан Јунге (1912-1996) је наследио Јозефа Матауха на месту директора Института 1. октобра 1968. Јозеф Матаух  је умро 10. августа 1976. у Клостернојбургу, у Аустрији.

## Истраживања
Матаух се првенствено фокусирао на масену спектроскопију и истраживање енергије везивања атомских језгара.
Почетком 1930-их, на Универзитету у Бечу, Матаух је радио са Рихардом Ф.К. Херцогом на фундаменталним аспектима јонске оптике у примени на масовну спектроскопију. Развили су Матаух-Херцог масени спектрометар са двоструким фокусом. Секторски масени спектрометар који су представили 1934. године постао је познат широм научног света као „Матаух-Херцог-систем”. Матаух–Херцогова геометрија се састоји од {\displaystyle \pi /4{\sqrt {2}}} радијанског електричног сектора, дужине дрифта коју прати магнетни сектор правог угла ({\displaystyle \pi /2})  супротног правца кривине. Улазак јона сортираних првенствено по наелектрисању у магнетно поље производи ефекат фокусирања енергије и много већи пренос од стандардног енергетског филтера. Предност ове геометрије је у томе што су јони различитих маса фокусирани на исту равну раван, што омогућава употребу фотографске плоче или другог равног детекторског поља.
Он је 1934. развио Матаухово правило изобаре које је коришћено за предвиђање радиоактивности елемената технецијума и прометијума. Према правилу, „ако два суседна елемента на периодном систему имају изотопе са истим масеним бројем (изобаре), један од изотопа мора бити радиоактиван“. Иако правило, у ствари, не важи за све елементе, Матаух је могао тачно да предвиди да последњи елемент ретких земаља, елемент 61 (касније назван прометијум), неће имати стабилне изотопе. Ово је довело истраживаче до спознаје да је елемент 61 вероватно изузетно редак и да није вероватно да ће се наћи природно.
Током 1950-их, у периоду стабилности након рата, Матаух је био у могућности да изгради снажан програм масене спектрометрије на Институту Макс Планк. Користећи масену спектрометрију, он и други истраживачи су били у могућности да одреде прецизна мерења маса изотопа, посао који је започео у Берлину. Мерећи нуклеарне масе, могли су прецизно да одреде нуклеарне масе неутрона, протона и хлора. Такође су се фокусирали на племените гасове, мерећи мале количине племенитих гасова из метеорита.

## Одликовања и награде
- 1957, медаља Вилхелма Екснера[23]
- 1964, Аустријско одликовање за науку и уметност (Österreichisches Ehrenzeichen für Wissenschaft und Kunst)[24][25]
- 1965, почасни доктор Технолошког универзитета у Бечу[25]